# Kobus ellipsiprymnus
Il cobo (Kobus ellipsiprymnus Ogilby, 1833), detto anche antilope d'acqua o, a causa del suo aspetto, antilope cervo, è un mammifero artiodattilo della famiglia dei Bovidi.

## Descrizione
Il cobo è una grande antilope (altezza 120–130 cm, peso 200–250 kg) che si trova sempre vicino ai fiumi ma che, nonostante il suo nome alternativo di antilope d'acqua, vive in terreni più asciutti dei suoi parenti, il kob e il lichi. I suoi zoccoli sono di colore nerastro, mentre il manto, che dà al marrone, presenta delle linee bianche attorno al muso e intorno agli occhi, come pure dietro alle orecchie e a volte attorno al collo. Inoltre, c'è un cerchio intorno alla parte posteriore o addirittura una macchia bianca. I maschi adulti hanno colli robusti e massicci e alcuni sono dotati di una specie di collare folto ed incolto che scende lungo tutta la gola. Solo i maschi sono dotati di corna lunghe e slanciate, con nervature che partono dalla base e giungono alla cima, che risulta leggermente incurvata all'infuori e con una lieve flessione prima verso la nuca, poi verso l'esterno. Le corna non presentano quel gomito a mezza altezza che è la caratteristica dei kob e dei lichi.

## Distribuzione e habitat
Il cobo si trova su quasi tutti i territori dell'Africa a sud del Sahara. Un tipo a macchia bianca sul groppone, conosciuto con il nome di cobo defassa o singsing, vive nelle parti più occidentali di questo territorio. Un secondo tipo, con un cerchio bianco sul groppone, e conosciuto come cobo dall'ellisse, si trova più ad oriente. 
 Dapprima si riteneva che questi animali appartenessero a due specie diverse, mentre ora si è potuto determinare che questi si incrociano al confine delle loro zone. Così in alcune parti dell'Africa orientale, quali il Parco nazionale di Nairobi, le greggi che vi si trovano non possono essere facilmente classificate come appartenenti ad un tipo o all'altro, ma presentano tutte le caratteristiche intermedie degli animali con la macchia bianca e quelli che hanno soltanto un cerchio bianco. A sud delle regioni orientali dei loro territori questi animali sono divisi da barriere geografiche; nello Zambia poi i loro territori sono separati dal dirupo di Muchinga e più a sud dal deserto. Inoltre, ogni tipo presenta delle differenziazioni geografiche ed esistono 13 sottospecie di cobo, 4 appartenenti al cobo dall'ellisse e 9 al cobo defassa, e differiscono l'una dall'altra dal colore, dalla linea più o meno marcata del bianco attorno agli occhi, dalla lunghezza delle orecchie e da altri particolari:
- Cobi dall'ellisse:
  - K. e. ellipsiprymnus Ogilby, 1833;
  - K. e. kondensis Matschie, 1911;
  - K. e. pallidus Matschie, 1910;
  - K. e. thikae Matschie, 1910;
- Cobi defassa:
  - K. e. adolfifriderici Matschie, 1910;
  - K. e. annectens Schwarz, 1913;
  - K. e. crawshayi P. L. Sclater, 1894;
  - K. e. defassa Rüppell, 1835;
  - K. e. harnieri Murie, 1867;
  - K. e. penricei W. Rothschild, 1895;
  - K. e. tjaederi Lönnberg, 1907;
  - K. e. tschadensis Schwarz, 1913;
  - K. e. unctuosus Laurillard, 1842.

## Biologia

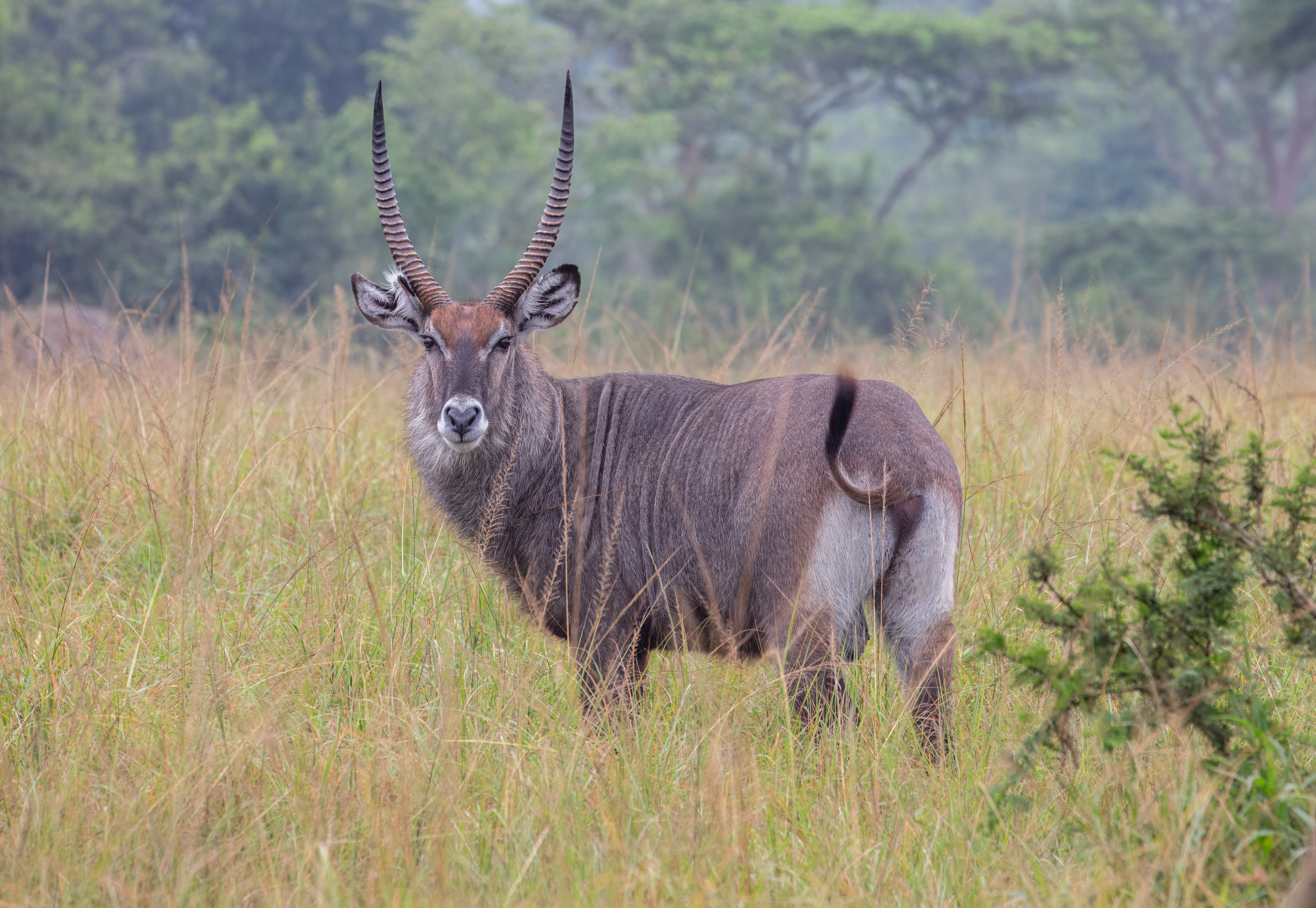
Maschio di cobo defassa in Uganda.

Il cobo vive nella zona della savana come pure in zone più aride, ma sempre in vicinanza dell'acqua. Così per esempio è presente nella savana del Gabon del sud, che le antilopi hanno invaso attraversando il fiume Congo e provenienti dal sud, e non attraverso la barriera della foresta che si trova a nord. Nell'arida Somalia si sono limitate a vivere nelle vallate dei fiumi maggiori ove la fitta vegetazione offre loro protezione e da dove si allontanano soltanto per andare a brucare l'erba nelle pianure sottostanti. Generalmente sono animali diurni, e lì dove non vengono disturbati dalla caccia, come per esempio il Parco di Nairobi, si possono vedere durante tutto il giorno nelle praterie da dove si ritirano verso il fogliame più fitto solo al calar del sole, mentre nei luoghi ove questi animali sono stati sempre disturbati e ove è sempre stata data loro la caccia, come per esempio nel Congo ed in Somalia, hanno acquisito l'abitudine di uscire dalla fitta vegetazione solo di notte e di dormire al contrario di giorno. Questo è un chiaro esempio della maniera nella quale le abitudini degli animali possono essere modificate da fattori esterni, quali le pressioni esercitate dall'uomo.

### Territorio

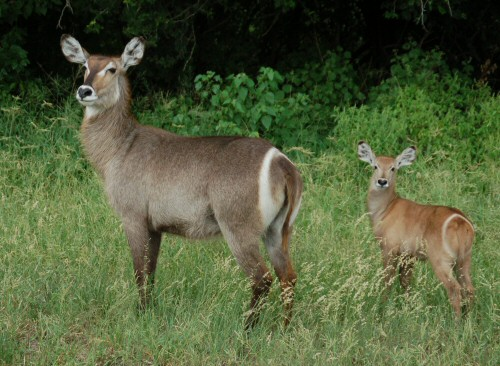
Una femmina e il suo cucciolo, appartenenti alla varietà di cobo dall'ellisse.

Il maschio del cobo possiede in proprio un territorio la cui grandezza oscilla da un quarto fino ad un chilometro quadrato, con un fronte lungo il fiume e gli altri lati in direzione dell'entroterra, nella zona erbosa da pascolo. Il maschio va in lungo e in largo per il boscame rivierasco del suo territorio i cui confini sono nettamente definiti dal comportamento del proprietario, più lungo il fiume, non altrettanto nel retroterra.
La lunghezza del fronte-fiume indica il rango che il maschio detiene. Inoltre, il maschio cerca di attirare le femmine nel suo territorio e qualora un gruppo di queste lo attraversi cercherà di trattenerle, mentre i suoi vicini si avvicineranno al confine pronti a riprendersi le femmine appena usciranno da quel territorio. Il maschio dirige le femmine correndo davanti a loro poi si ferma, testa alzata e zampe anteriori congiunte, bloccando in tal modo loro la strada; mentre queste si muovono correrà anche attorno a loro spingendole con le corna o le zampe.
Le femmine possiedono a loro volta le loro zone utilizzate per il pascolo. Queste sono di grandezza simile ai territori dei maschi, ma indifese. Perciò un gruppo di femmine può spostarsi senza che nulla loro lo vieti fino al territorio interno del vicino, e riallontanarsene quando più lo ritenga opportuno. Queste zone tagliano i territori dei maschi così che le femmine sono costantemente molestate quando si aggirano per il pascolo. Passano la notte con i loro piccoli nei cespugli lungo il fiume in gruppi di tre o quattro e durante il giorno spaziano lungo i territori a loro destinati, in gruppi più numerosi fino alle 30 unità. Alle femmine si accompagnano alcuni adolescenti maschi, ma quelli che hanno superato il periodo della pubertà sono di solito allontanati dai proprietari dei territori e debbono dunque unirsi a un gregge periferico fino a quando non possono a loro volta stabilire i limiti di un loro territorio.

### Riproduzione

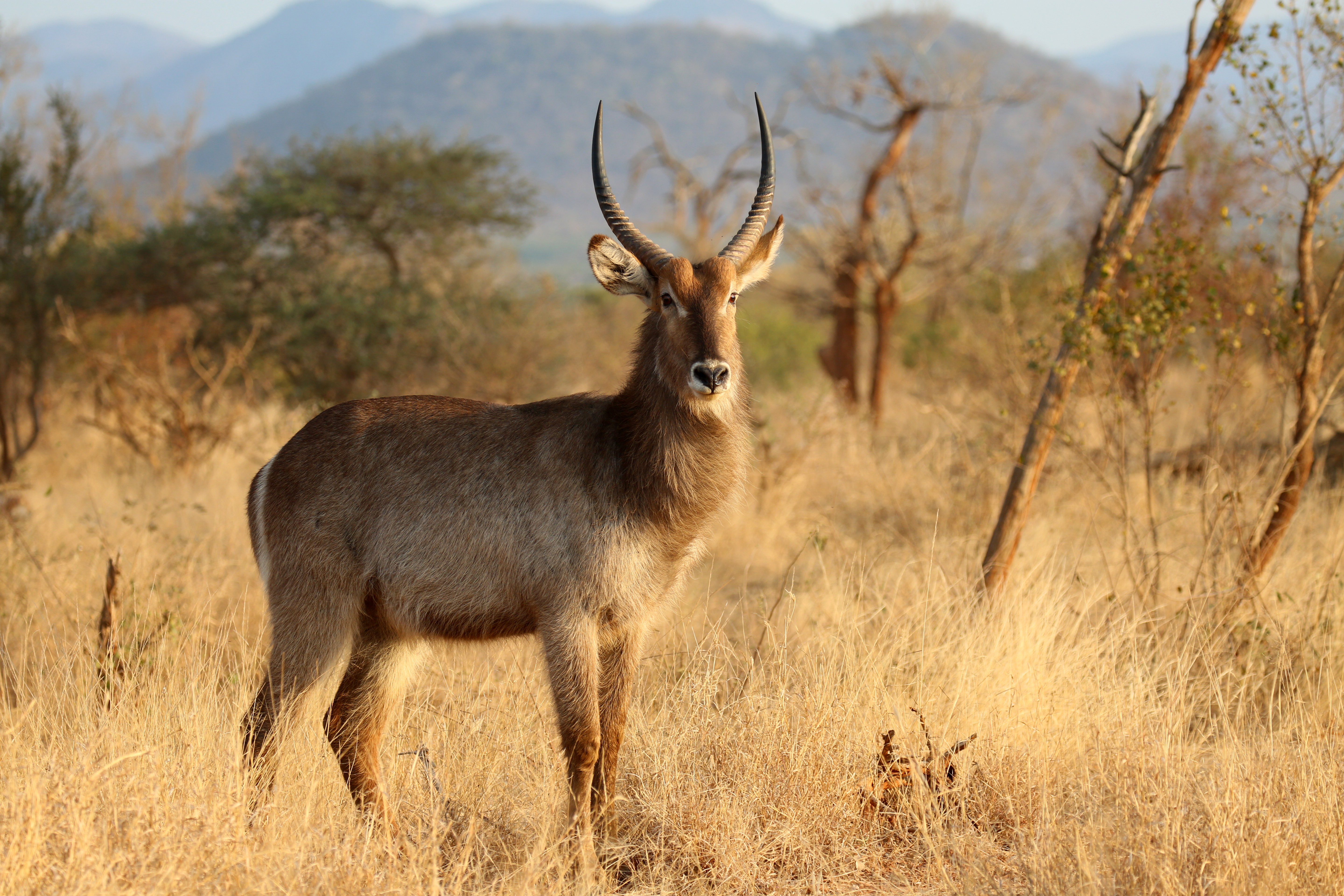
Esemplare maschio della varietà di cobo dall'ellisse.

Quando il maschio dà il benvenuto ad una femmina la odora e le lecca la vulva o la coda oppure assume la posa flehmen, ovvero a testa alzata, le labbra tirate all'indietro, il naso arricciato, e poi applica il laufschlag, ovvero dà una serie di colpetti fra le gambe della femmina oppure alla sua pancia con le zampe anteriori. Monta la femmina senza per questo compiere l'accoppiamento. Il maschio pascolerà insieme alle femmine che ha attirate nel suo territorio e a volte eseguirà per queste una cerimonia di benvenuto. Una femmina in calore si allontanerà di più del solito e andrà a brucare l'erba per un periodo più lungo. Dunque, passa attraverso i territori di vari maschi e la cerimonia di benvenuto diventa più calorosa del solito. Per esempio, il maschio strofinerà contro la femmina il muso e la base delle corna, lì dove vi sia una depressione ricca di nervi. Spesso appoggerà le corna sulle due parti del groppone della femmina spingendola leggermente.
La gestazione dura 240 giorni e il piccolo viene partorito nella boscaglia lungo il fiume. Dapprima la mamma lascerà il rifugio solo la mattina tardi e ritornerà prima delle femmine non madri evitando di lasciare solo il piccolo per un tempo troppo lungo. In seguito, a 3 o 4 settimane, il piccolo comincerà a venire all'aperto. Anche se il rapporto numerico fra le nascite dei maschi e delle femmine è uguale solo il 30% della popolazione adulta è costituita da maschi.

## Ecologia
Il cobo occupa nel delta dell'Okavango, ai confini della Botswana e della Namibia, lo stesso terreno dei puku e dei lichi, senza peraltro assumere un comportamento concorrenziale per quanto riguarda le abitudini alimentari. Per prima cosa, le tre specie differiscono nelle loro preferenze alimentari che mutano a seconda dei vari periodi dell'anno. I lichi preferiscono le erbe giovani e si cibano di germogli di piante perenni in maggio e delle erbe che spuntano dopo dicembre. I puku preferiscono erba più matura e così anche se questi mangiano lo stesso cibo dei lichi lo mangiano in proporzioni diverse e in periodi diversi dell'anno. Il cobo predilige le erbe adulte e durante le inondazioni spesso rimane con l'acqua fino al ventre per alimentarsi delle parti di piante mature che emergono in superficie. Le erbe stagionali che spuntano in gennaio sono mangiate in massima parte solo dai lichi. È in questa maniera che tre specie di antilopi, strettamente correlate tra loro, possono condividere lo stesso habitat.